# Polyosma adangensis
Polyosma adangensis är en tvåhjärtbladig växtart som beskrevs av William Grant Craib. Polyosma adangensis ingår i släktet Polyosma och familjen Escalloniaceae. Inga underarter finns listade i Catalogue of Life.